# Ambystoma talpoideum
La salamandra topo (Ambystoma talpoideum) es una especie de salamandra perteneciente a la familia Ambystomatidae, que se encuentra en gran parte del este y centro de Estados Unidos, desde Florida a Texas, desde el norte de Illinois al este de Kentucky, con poblaciones aisladas en Virginia e Indiana. Las fuentes más antiguas a menudo se refieren a esta especie como la salamandra renacuajo porque algunos individuos permanecen en un estado neoténico. Esta salamandra vive entre la hojarasca del suelo del bosque y migra a los estanques para reproducirse.

## Descripción
Las salamandras topo son robustas, con cuerpos cortos y cabezas grandes. Pueden crecer hasta 10 centímetros de longitud. Normalmente son de color gris o marrón oscuro, con manchas más oscuras y partes inferiores de color gris más claro. Los machos se pueden distinguir por la presencia de una cloaca hinchada. Las larvas y los adultos pedomórficos son acuáticos y tienen grandes branquias plumosas. A. talpoideum se puede distinguir de otras larvas de salamandra por la presencia de dos rayas claras en la parte inferior

## Distribución y hábitat
Las salamandras topo se encuentran en las tierras bajas del sureste de las llanuras costeras del golfo de los Estados Unidos. Su área de distribución principal se extiende desde el este de Texas hasta el sur de Carolina del Sur y tierra adentro hasta el sur de Illinois. Está ausente del sur de Florida y Louisiana, y hay poblaciones separadas en Kentucky, Virginia, Tennessee, Carolina del Norte, el norte de Carolina del Sur, el norte de Georgia y el norte de Alabama. También hay una pequeña población aislada en el extremo sur de Indiana. Habitan bosques de pinos o bosques de hoja ancha en llanuras aluviales, especialmente cerca de estanques de cipreses y eucaliptos. Los adultos viven bajo la superficie de la hojarasca mientras que las larvas son acuáticas y se encuentran en estanques y aguas efímeras libres de peces.

## Comportamiento

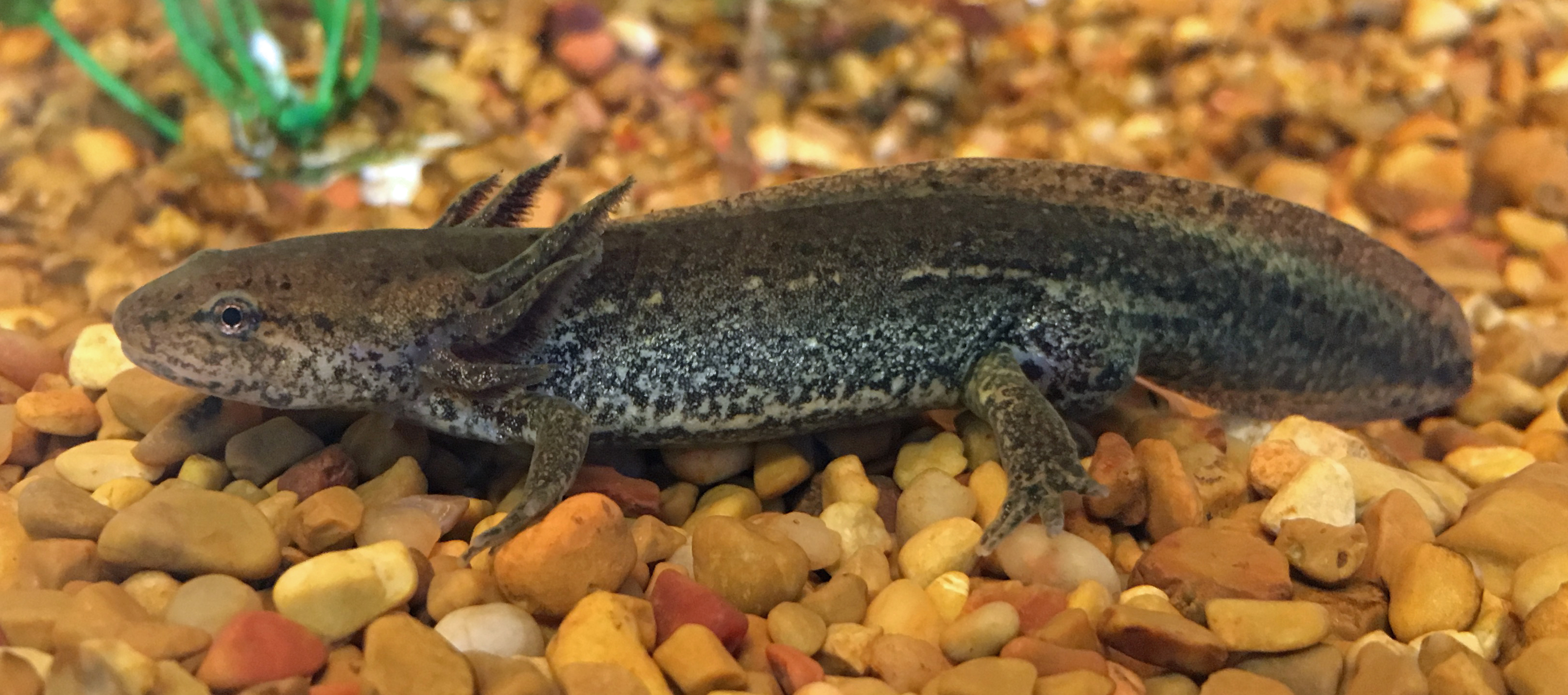
Macho pedomórfico

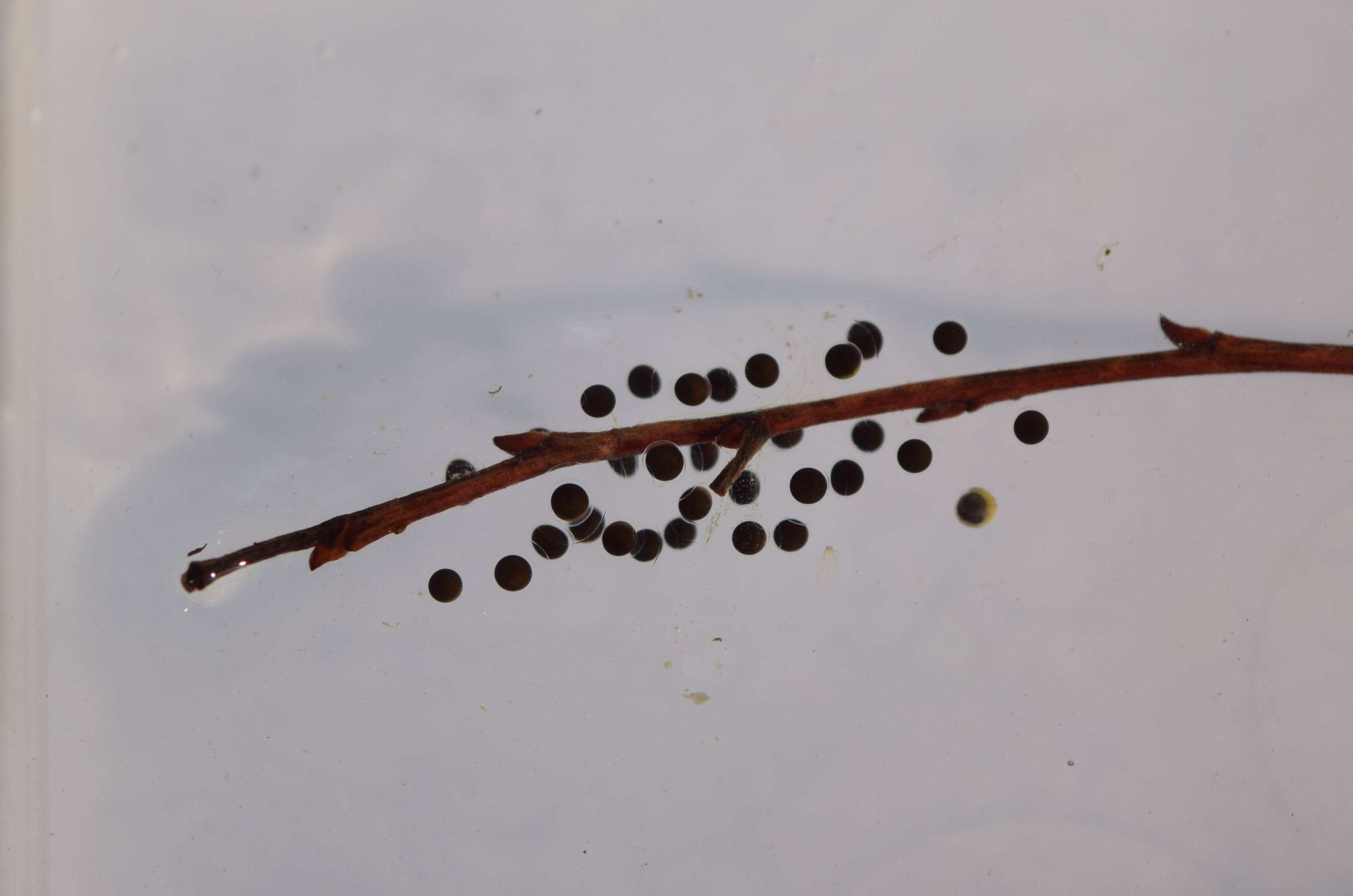
Hueva

Principalmente nocturna, la salamandra topo se encuentra en hábitats de escombros de bosques húmedos, generalmente cerca de una fuente permanente de agua. El rango de adultos es de hasta unos 5 metros cuadrados (6 yd²) y los animales migran a cuerpos de agua cercanos en las noches lluviosas de invierno cuando se acerca la temporada de reproducción. Los huevos se ponen en primavera, durante las fuertes lluvias. Algunas larvas sufren metamorfosis mientras que otras son neoténicas y conservan sus branquias. En cuerpos de agua más grandes donde están presentes peces depredadores como el mojarra azul (Lepomis macrochirus), la metamorfosis es más común. Cuando son atacados, los adultos y los juveniles bajan la cabeza para exponer sus glándulas parotoides, que exudan una secreción nociva. Esta salamandra es un alimentador oportunista, come casi cualquier cosa más pequeña que ella misma que pueda dominar, incluidos varios artrópodos y renacuajos. Se ha revelado que la dieta de A. talpoideum consiste casi por completo en varios artrópodos y solo una pequeña cantidad de otras larvas de Ambystomatidae.

## Conservación
En su Lista Roja de Especies Amenazadas, la UICN incluye a Ambystoma talpoideum como "Preocupación Menor" porque la tendencia de la población es estable. Las amenazas para esta especie incluyen la destrucción de los estanques de los bosques y el hábitat de los pantanos, el relleno o la profundización de los estanques de reproducción y la introducción de peces depredadores. En Indiana, la salamandra topo está catalogada como una especie en peligro de extinción.